# Stefano Turati
Stefano Turati, né le 5 septembre 2001 à Milan en Italie, est un footballeur italien, qui évolue au poste de gardien de but à la Frosinone Calcio, en prêt de l'US Sassuolo.

## Biographie

### En club
Né à Milan en Italie, Stefano Turati est formé par l'Inter Milan avant de rejoindre l'AC Renate, puis l'US Sassuolo, où il poursuit sa formation. C'est avec ce club qu'il fait ses débuts en professionnel, le 1er décembre 2019, en étant titularisé face à la Juventus FC. Les deux équipes se séparent sur un score nul de deux partout ce jour-là.
Le 13 juillet 2021 est annoncé le prêt pour une saison de Stefano Turati à la Reggina 1914, club évoluant alors en Serie B.
Le 4 juillet 2022, Stefano Turati est prêté pour une saison au Frosinone Calcio, club évoluant également en Serie B.
Le 13 juillet 2023, le prêt de Turati à Frosinone est prolongé d'une saison supplémentaire,.

### En équipe nationale
En octobre 2021, il est convoqué avec l'équipe d'Italie espoirs, en raison notamment des absences sur blessures de Marco Carnesecchi et d'Alessandro Plizzari et fête sa première sélection le 8 octobre 2021, en étant titularisé face à la Bosnie-Herzégovine (1-2),.